# Sphinx kalmiae
Sphinx kalmiae is een vlinder uit de familie van de pijlstaarten (Sphingidae). De wetenschappelijke naam van de soort werd in 1797 gepubliceerd door James Edward Smith.

## Beschreibung

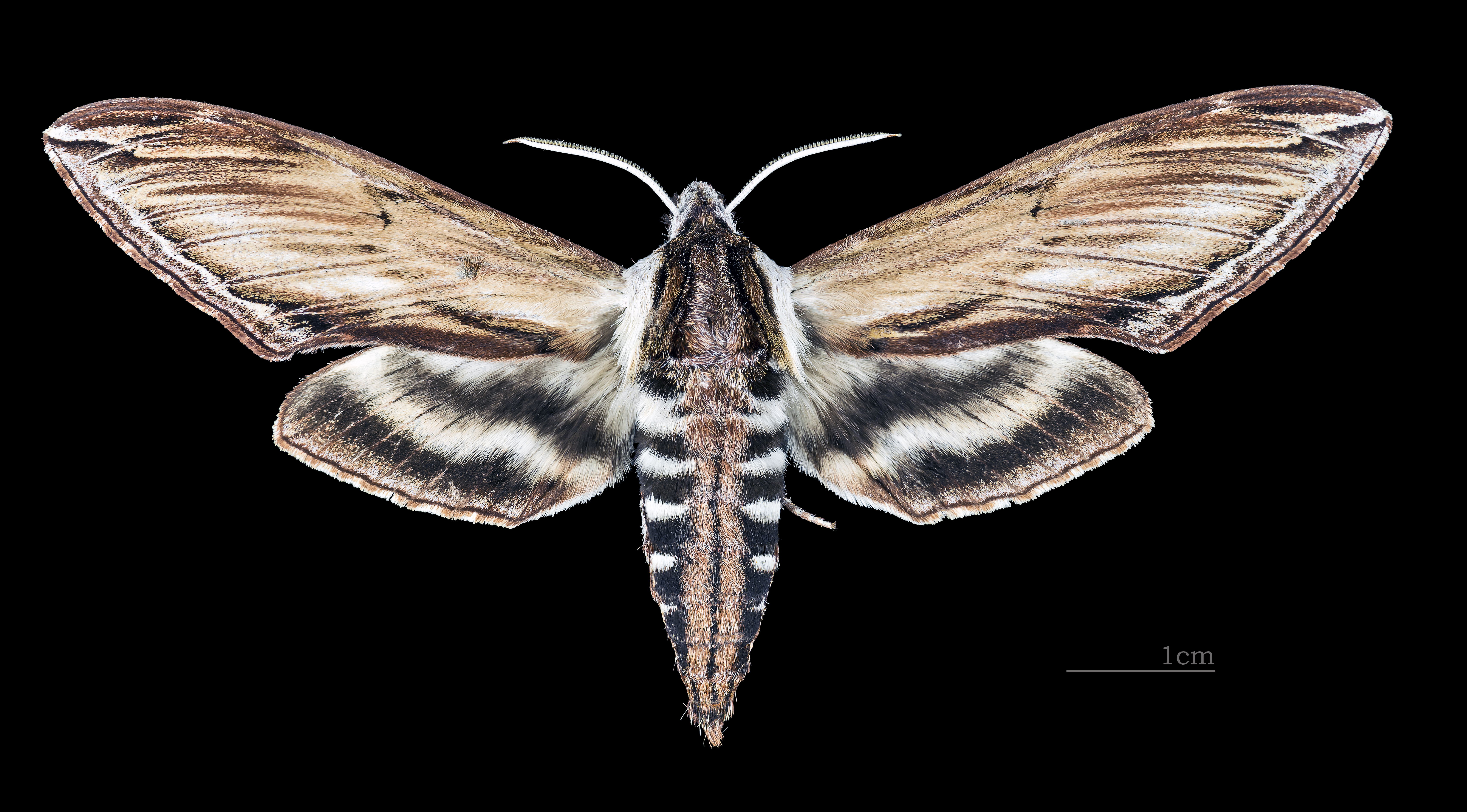
♂
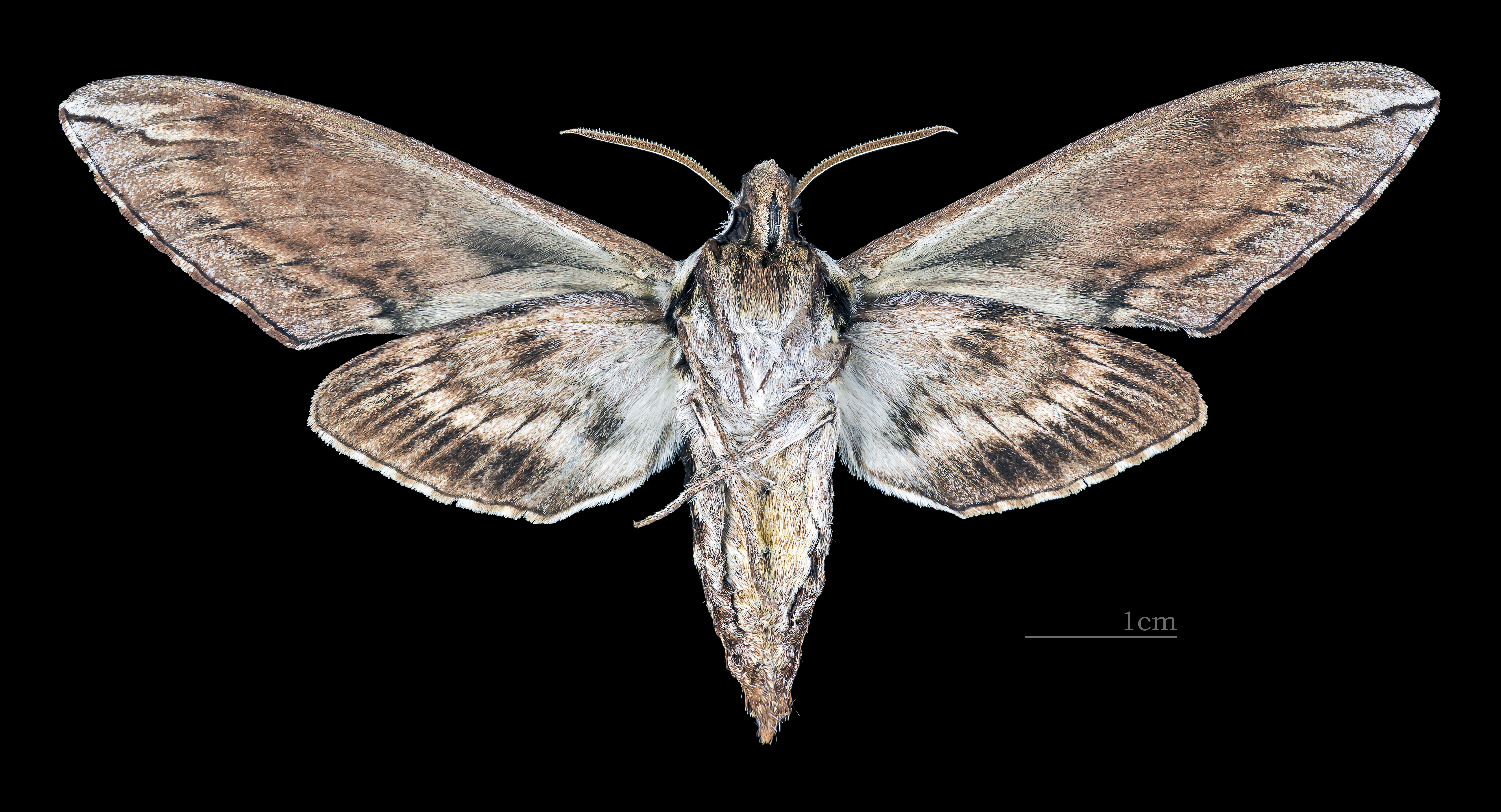
♂ △
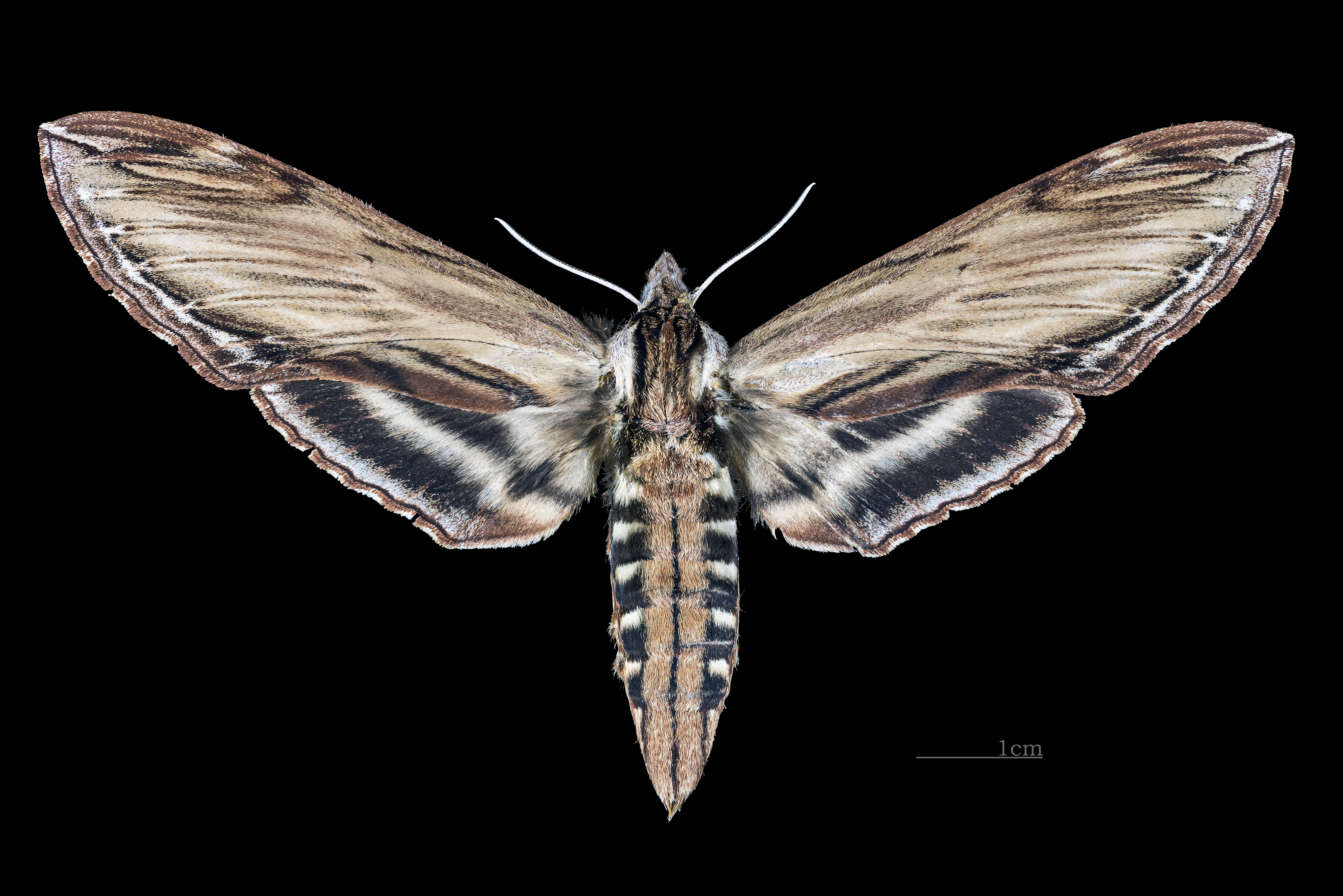
♀
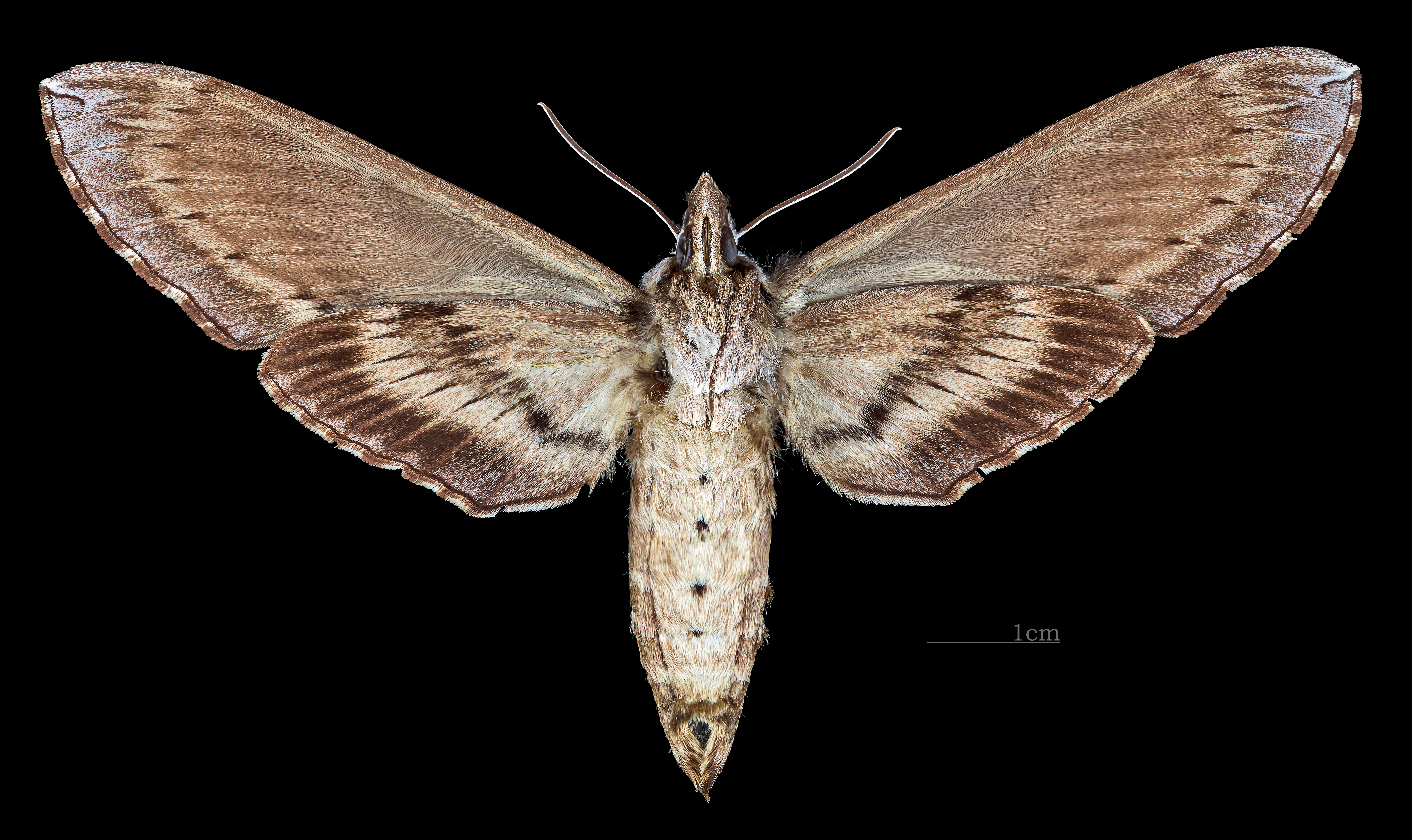
♀ △